# Mayo, Québec
Mayo är en kommun i provinsen Québec i Kanada. Den ligger i regionen Outaouais, i den sydöstra delen av landet, 40 km nordost om huvudstaden Ottawa.
Kommunen är officiellt tvåspråkig (franska och engelska), med 74 % fransktalande och 30 % engelsktalande (modersmålstalare) vid folkräkningen 2021.